# Torneo de Hobart 2024
El Hobart International 2024 fue un evento de tenis de la WTA en la categoría WTA 250. Se disputó en Hobart (Australia), en cancha dura al aire libre, formó parte de una serie de eventos que sirven de antesala al Abierto de Australia 2024, entre el 8 y el 13 de enero de 2024.

## Distribución de puntos
| Modalidad           | Campeona | Finalista | Semifinales | Cuartos de final | 2ª ronda | 1ª ronda | Clasificadas | 2ª ronda de clasificación | 1ª ronda de clasificación |
| Individual femenino | 280      | 180       | 110         | 60               | 30       | 1        | 18           | 12                        | 1                         |
| Dobles femenino     | 280      | 180       | 110         | 60               | 1        | -        | -            | -                         | -                         |

## Cabezas de serie

### Individuales femenino
| Tenista          | Ranking | Preclasificada |
| Elise Mertens    | 30      | 1              |
| Emma Navarro     | 31      | 2              |
| Lin Zhu          | 33      | 3              |
| Xinyu Wang       | 35      | 4              |
| Marie Bouzková   | 36      | 5              |
| Sofia Kenin      | 37      | 6              |
| Linda Nosková    | 40      | 7              |
| Varvara Gracheva | 42      | 8              |
| Tatjana Maria    | 43      | 9              |

- Ranking del 1 de enero de 2024.[2]

### Dobles femenino
| Tenista                        | Ranking | Preclasificada |
| Desirae Krawczyk Ena Shibahara | 30      | 1              |
| Hao-ching Chan Giuliana Olmos  | 24      | 2              |
| Eri Hozumi Makoto Ninomiya     | 96      | 3              |
| Anna Danilina Nadiia Kichenok  | 102     | 4              |

## Campeonas

### Individual femenino
Emma Navarro venció a   Elise Mertens por 6-1, 4-6, 5-7

### Dobles femenino
Hao-ching Chan /  Giuliana Olmos vencieron a    Guo Hanyu /  Jiang Xinyu por 6-3, 6-3